# Hyundai Bayon
La Hyundai Bayon è un'autovettura del tipo crossover prodotto dalla casa automobilistica sud coreana Hyundai Motor Company a partire dal 2021.

## Descrizione
Presentata nel marzo 2021, è un SUV di piccole dimensioni che si posiziona nella gamma europea del costruttore asiatico sotto la Kona. Progettato per il solo mercato europeo, viene costruita nello stabilimento turco di İzmit sulla Piattaforma K2, la stessa della Hyundai i20 (BC3) di terza generazione, dalla quale riprende anche parte della meccanica e delle motorizzazioni. Il nome del veicolo Bayon trae origine dalla cittadina francese di Bayonne.
Al debutto è disponibile un solo motore, il benzina turbocompresso a tre cilindri da 1,0 litro siglato Kappa II/Smartstream da 100 o 120 CV, quest'ultimo abbinato a un sistema ibrido leggero da 48 Volt. Ad inizio 2022 viene annunciata la disponibilità per il mercato italiano la versione bifuel GPL. 
La trasmissione è affidata a un manuale a 6 marce oppure in opzione ad un robotizzato a doppia frizione a sette marce. La versione con cambio manuale è dotata di un pedale della frizione drive by wire, in cui alla pressione del pedale c'è un sensore abbinato ad un motorino elettrico che la va ad azionare; ciò fa sì che quando si rilascia l'acceleratore nelle fasi di veleggio, nelle decelerazione o in discesa, la centralina può staccare autonomamente la frizione per togliere freno motore e permettere alla vettura di procedere per inerzia; ciò è stato pensato per ridurre gli attriti meccanici e di conseguenza abbattere i consumi e le emissioni inquinanti.

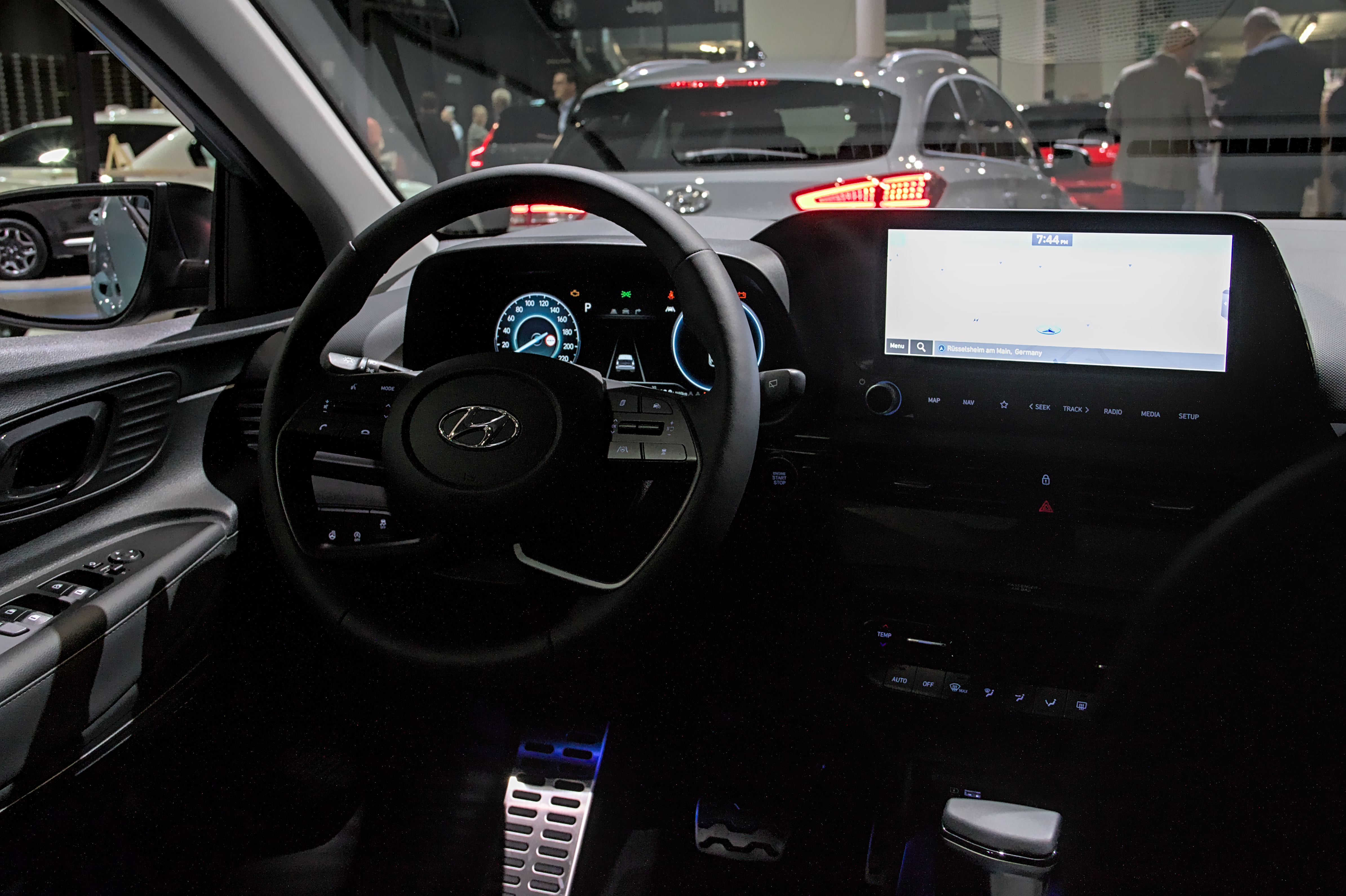
Interni

Il bagagliaio ha una capacità con i sedili in uso di 411 litri. L'interno presenta due display, uno per il sistema multimediale posto nella console centrale touchscreen da 8 o 10 pollici a seconda dell'allestimento ed un altro da 10,3” che funge da quadro strumenti sul cruscotto. Tra i sistemi di aiuto alla guida, c'è anche un dispositivo che segnala al guidatore, dopo aver parcheggiato la vettura, la presenza di passeggeri minorenni o animali, attraverso un sensore di movimento posto sui sedili posteriori, funzionando in modo simile al dispositivo anti abbandono.
Nonostante impostazioni del veicolo da crossover SUV, la vettura è disponibile con la sola trazione anteriore.